# Marcel Mule
Marcel Mule (Aube, de Normandía, 24 de junio de 1901 - Hyères, Var, Toulon, 18 de diciembre de 2001) fue un saxofonista clásico, solista y pedagogo francés. Compositor de muchas piezas del repertorio del saxofón clásico, contribuyó en el desarrollo de este instrumento. Es considerado el fundador de la escuela francesa de saxofón y el solista más representativo de su época. Alcanzó una altísima técnica y un gran prestigio en su práctica. Mule consiguió elevar el estatus del saxo, dotándolo de atributos propios e incorporando el vibrato como seña característica.

## Biografía
Aprendió a tocar el saxo mientras practicaba el servicio militar y se convirtió en director de la banda de música de Beaumont-le-Roger. En un momento en que París carecía de profesores de saxofón, tener contacto con bandas de música era la única manera de acceder al aprendizaje de un instrumento. Su padre lo introdujo en saxofón a los ocho años, además de violín y piano. También le enseñó a ejecutar con un tono plano, sin vibrato; como era la costumbre de esa época.
Se graduó con el violinista Gabriel Willaume el cual fue su mayor exponente, "quien tendrá una influencia enorme sobre mi aprendizaje musical", y trabajó "la literatura musical con el notable profesor del Conservatorio de París, Georges Caussade". 
Pese a sus sobresalientes habilidades musicales, alentado por su padre, Marcel eligió una carrera profesional y se matriculó de docente en la École Normale de Évreux. Ejerció solo durante seis meses antes de ser llamado para el servicio militar. La Primera Guerra Mundial trajo Marcel a París para servir con la Infantería de la Quinta. Allí volvió a la música, tocando en la banda militar del regimiento en 1921. Durante su estancia en París, continuó sus estudios de música en armonía, piano y violín.
Cuando terminó la carrera militar se dedicó por completo a la música. En 1923, ingresó en la Banda de Música de la Guardia Republicana, de la cual sería solista hasta 1936. Completó un examen para convertirse en miembro; se hizo conocido por la belleza de su sonido, y se convirtió en el solista de saxofón en la Garde, empezó a ser requerido para que tocara en conciertos con orquestas y también en la orquesta de la Opéra-Comique (aunque casi exclusivamente para el Werther de Massenet, ya que esta era la única ópera en el repertorio que requería un saxofón). Fue durante este período en el que se presentó frecuentemente con orquestas de baile moderno, y donde su exposición a las bandas de jazz americano, con su tratamiento de vibrato, lo inspiró a experimentar y desarrollar su vibrato marca del saxofón clásico. Musicalizó películas, y orquestas de baile de moda o, eventualmente, Ópera y en Ópera Cómica.
Marcel Mule acostumbraba tocar sin utilizar el vibrato en el teatro como en las orquestas sinfónicas, a diferencia de las orquestas de baile, en las que sí lo utilizaba. Fue en la temporada 1928-1929, cuando el compositor de ballet Édouard l'Enfant, le propuso "tocar el solo con el vibrato que había oído en el jazz". Suspicaz, Marcel Mule aceptó la propuesta, entusiasmado por su éxito y por los músicos de la orquesta. A la edad de treinta y cuatro años dio su primer concierto solista con orquesta; en los conciertos de Pasdeloup, dirigido por Albert Wolf, interpretó la primera audición del Concierto de Pierre Vellones.

## Mule y el cuarteto de la Guardia Republicana
Mule formó un cuarteto de saxofones, que se llamaría Cuarteto de la Música de la Guardia Republicana (1928), su nombre haría referencia a sus compañeros de la Guardia, René Chaliné (alto), Hippolyte Poimboeuf (tenor), y Georges Chauvet (barítono), En su etapa más temprana (que iba a durar unos 40 años) no había música de estos grupos. Mule transcribió la música de compositores clásicos como Albéniz (Sevilla de la Suite Española Op. 47.) y Mozart. Su nuevo conjunto logró elogios de la crítica desde el principio. Como consecuencia, los compositores importantes del momento, entre ellos Gabriel Pierné, Florent Schmitt y Alexander Glazunov, contribuyeron con sus propias obras de un repertorio en constante expansión para el grupo de instrumentos. Este flujo de material nuevo y emocionante resultó esencial para el establecimiento del cuarteto de saxofones como un conjunto sostenible. Mule abandona la guardia en el año 1936 y forma un nuevo conjunto compuesto por Paul Romby (alto), Georges Charron (tenor), y Georges Chauvet (barítono) este se llamaría cuarteto de París. Su nombre definitivo surgiría en 1951 y se llamarían Cuarteto Marcel Mule, integrado por Marcel Mule (soprano), André Bauchy (alto), Georges Goudret (tenor), y Marcel Josse (barítono); en 1960 su formación cambia a Marcel Mule (soprano), Georges Goudret (alto), Guy Lacour (tenor) y Marcel Josse (barítono).
El último concierto de El cuarteto Marcel Mule fue en Roma en 1966 luego de hacerse oír en muchos recitales públicos, radiofónicos o televisados, en Francia y en diferentes países de Europa, en África del Norte y en Canadá, en una gira de cuarenta recitales, en 1955, tras haber sido partícipes de importantes festivales como el de Berlín y el de Viena.
Junto con el Cuarteto grabó desde 1930 hasta 1964 trece discos de 78 revoluciones y cuatro microsurcos para Decca, la mayoría de ellos consagrados a obras de música de encargo. La primera grabación de la Introduction et variations sur une ronde populaire de Gabriel Pierné (Gramophone L. 1033, 1938) fue merecedora del Gran Premio del disco de la Academia Charles-Cross.
Marcel Mule se independizo y popularizó como solista con orquesta interpretando obras de Ibert, Glazunov y Tomasi. Al final de su carrera realizó una gira por los Estados Unidos con la orquesta Sinfónica de Boston bajo la dirección de Charles Munch, su último concierto sería en 1958, Nueva York (Ballade de Henri Tomasi). Su elección del programa de la gira fue Concertino Jacques Ibert Cámara da para saxofón alto y Ballade de Henri Tomasi.
Le fueron dedicadas un centenar de partituras, entre las cuales, además del Cuarteto en si bemol de Alexander Glazunov y la Introduction et variations sur une ronde populaire de Gabriel Pierné, se destaca el Concierto de Henri Tomasi, el Cuarteto op. 102 de Florent Schmitt y el Cuarteto de Alfred Desenclos.
De este artista se distingue su huella de destreza, pero también la sonoridad, de luminosidad notable, su estilo de ejecución con soltura, naturalidad y sobriedad ejemplares. Sin embargo, podemos hacer una reserva por lo que al vibrato refiere, que, aunque "pulido" según la propia expresión del maestro, peca de excesivo, por otro lado caracteriza al estilo de la época. En 1942 fue nombrado profesor en el Conservatorio de París por Claude Delvincourt.
Marcel Mule fue profesor de centenares de saxofonistas; a finales de los años setenta todos los profesores virtuosos provenían directa o indirectamente de su escuela.
En 1967, Marcel Mule se retiró a una villa cerca del Mediterráneo, con su saxofón, aunque nunca lo vuelva a reproducir. Como él dijo, que era el momento para que las nuevas generaciones se abrieran camino.
El 24 de junio de 2001, todos sus amigos y exalumnos se reunieron con él para celebrar su centenario. Un poco más de un mes después de la visita, Marcel Mule murió mientras dormía, a la edad de 100 años.

## El sonido según Mule
Mule propone cuatro postulados principales acerca del sonido. Según Mule, la calidad del sonido depende de cuatro condiciones:
Una firme pero liviana embocadura.
La precisión y la calidad de las emisiones.
El dominio de la respiración, necesario para el mantenimiento de la columna de aire.
El dominio de vibrato, que depende de la calidad de la expresión.

## Enseñanzas del método Mule
Respiración: La respiración debe ser relajada y por la boca, utilizando el diafragma. Esto permitirá que el practicante tenga una actitud más confiada y serena cuando se realiza.
La embocadura: sostener a la boquilla con el labio inferior en la parte superior de los dientes inferiores y los dientes superiores. La embocadura debe ser firme pero relajada. Los diferentes registros del saxofón deben ser producidos con pequeñas variaciones de la cavidad oral y la garganta.
El encaje: El encaje deberá producirse según la sílaba TA.
La entonación: El saxofón no es un instrumento perfectamente afinado, lo que obliga al instrumentista para desarrollar un oído de muy buena sintonía. Para variar la afinación, el intérprete debe utilizar la garganta y la lengua (la posición de la lengua con vocales diferentes), la presión del labio inferior, variar la presión del aire y el uso de digitaciones correctivas.
El vibrato: Mule tenía una idea clara desde el principio cómo se debe hacer el vibrato, dando ejercicios claros y la velocidad adecuada. La velocidad adecuada es de 300 ondulaciones por minuto (es decir, 5 por segundo), que da cuatro ondulaciones por negra en MM 80. El vibrato se logra con un movimiento de la mandíbula, lo que crea una variación de la presión del labio inferior.
Técnica, basada en escalas y arpegios, incluyendo la articulación.
Todos estos métodos son ampliamente explicados en sus libros. Mule dio a la historia saxofón una cantidad muy amplia de material didáctico, incomparable a todo lo que existía anteriormente.

## Publicaciones
En sus libros Marcel Mule se centró en los puntos mencionados arriba: técnica (escalas, arpegios), la articulación y la producción del sonido. Escribió numerosos libros de estudio de saxofón.
Marcel Mule es universalmente reconocido como un maestro moderno del saxofón clásico y heredero espiritual de Adolphe Sax. Su labor como arreglista y transcriptor se volvió elemental para el desarrollo del repertorio para el instrumento. Su influencia atrajo la atención de algunos de los compositores más importantes del momento, incluyendo Darius Milhaud, Arthur Honegger y Florent Schmitt. Muchas de las figuras más importantes en la historia de saxofón clásico han sido discípulos Mule, incluyendo Frederick Hemke, Eugene Rousseau, Daniel Deffayet (sustituto de Mule en el Conservatorio de París 1968 hasta 1988) y Claude Delangle (sustituto de Deffayet de 1988).
Uu virtuosismo en el rendimiento se combinó con una capacidad para sintetizar conceptos técnicos y explicarlos a otras personas; es autor de cuantiosas obras de estudio inspiradas, en la enseñanza de la flauta o del violín. 